# Andréi Bajválov
Andréi Pavlóvich Bajválov –en ruso, Андрей Павлович Бахвалов– (Moscú, URSS, 13 de abril de 1963) es un deportista soviético que compitió en patinaje de velocidad sobre hielo.
Ganó dos medallas en el Campeonato Mundial de Patinaje de Velocidad sobre Hielo en Distancia Corta, plata en 1990 y bronce en 1989.

## Palmarés internacional
| Campeonato Mundial en Distancia Corta | Campeonato Mundial en Distancia Corta | Campeonato Mundial en Distancia Corta | Campeonato Mundial en Distancia Corta |
| Año                                   | Lugar                                 | Medalla                               | Prueba                                |
| ------------------------------------- | ------------------------------------- | ------------------------------------- | ------------------------------------- |
| 1989                                  | Heerenveen (Países Bajos)             | Medalla de bronce                     | Clasificación general                 |
| 1990                                  | Tromsø (Noruega)                      | Medalla de plata                      | Clasificación general                 |